# Cola
För andra betydelser, se Cola (olika betydelser).

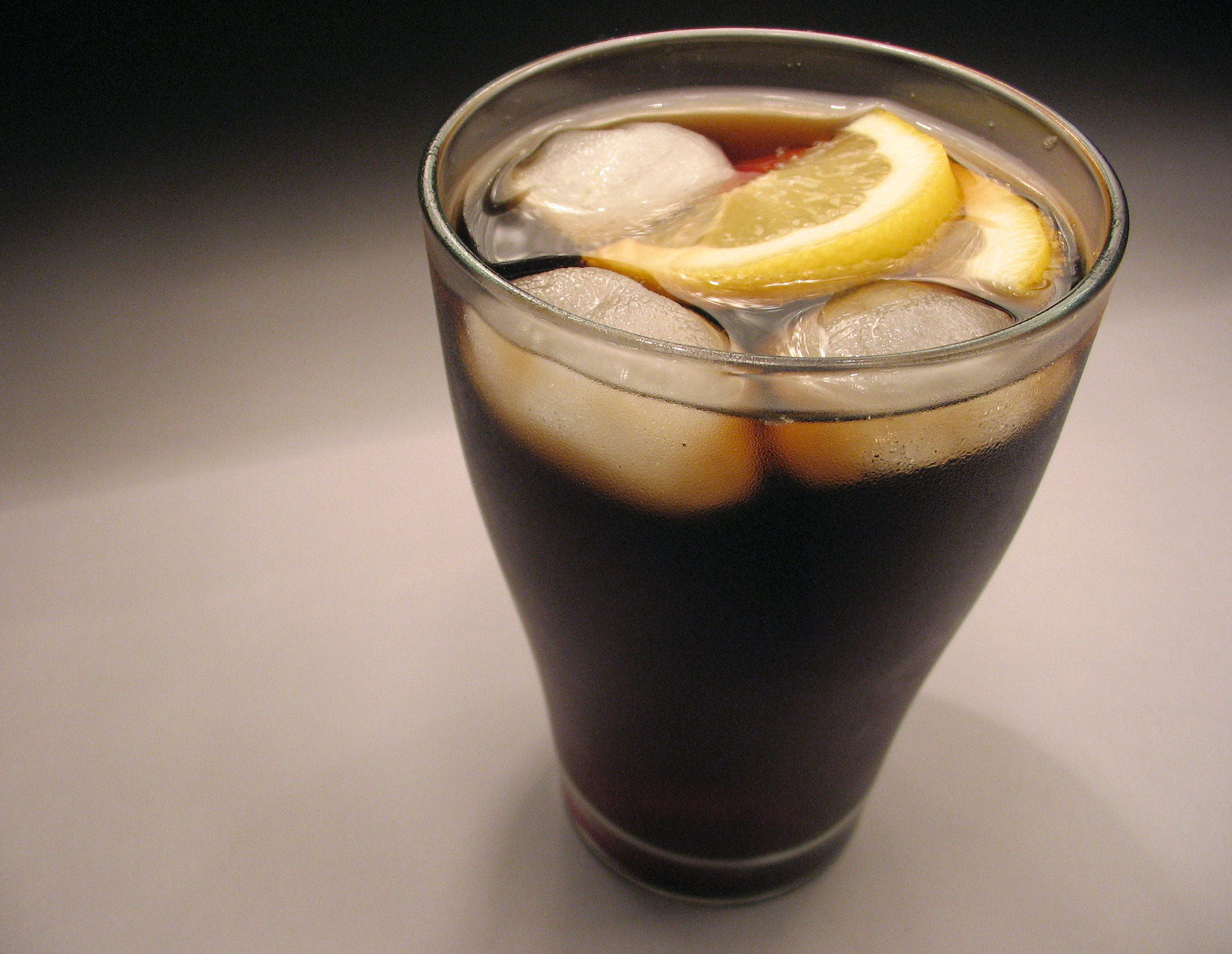
Ett glas cola med is och två citronskivor

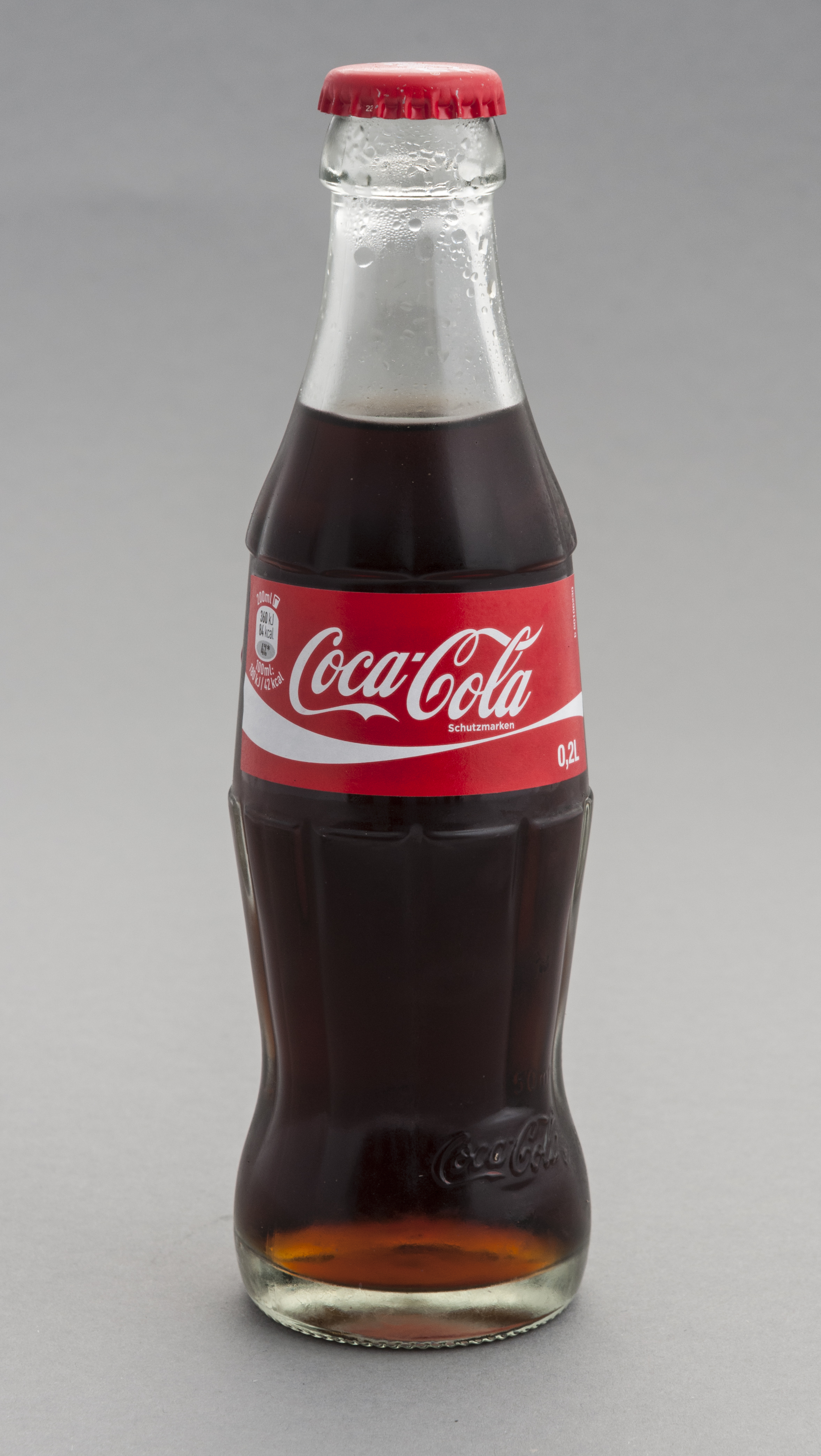
Coca-Cola

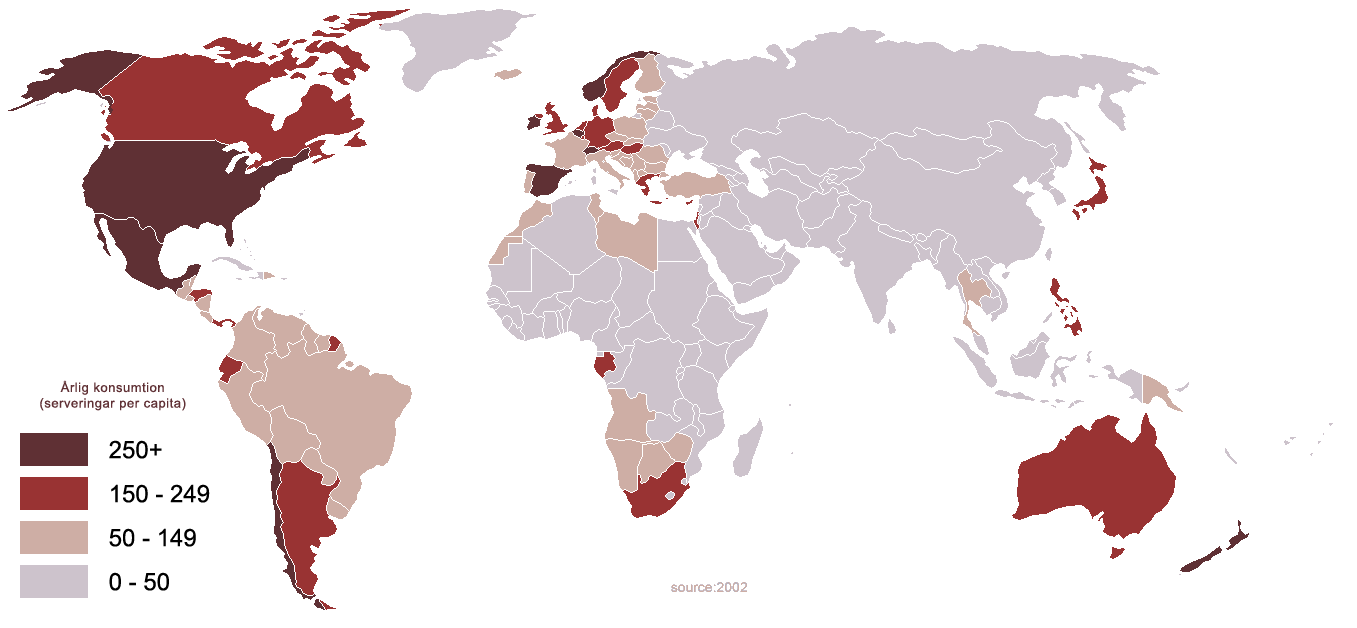
Världskarta över antal enheter (glas, flaskor, burkar) av cola per capita och per år

Cola, ibland benämnt kola, är en söt, mörkfärgad kolsyrad läskedryck som ofta innehåller färgämnen och koffein.
Läskedryckens smak kommer från en blandning av olika citrus-aromer, såsom apelsin, lime och citron, och olika kryddor, exempelvis kanel, muskot och vanilj. Cola kan även komma från kolanöt eller kokablad. Drycken sötas antingen med socker eller någon form av sötningsmedel, såsom isoglukos, stevia (som innehåller artificiella tillsatser) eller helt artificiella sötningsmedel. Sötningsmedlet beror på vilken produkten och tillverkaren är. Cola innehåller vanligen fosforsyra istället för citronsyra, vilket är vanligare bland andra läskedrycker. Det tillverkas även koffeinfri cola.

## Fosforsyra
Fosforsyran kan ge bestående njurskador. I Sverige användes tidigare syrans namn i innehållsdeklarationerna, men idag används beteckningen E338.

## Cola-märken
Det finns mängder av olika tillverkare, men de mest kända, och mest framgångsrika, är förmodligen  Coca-Cola, Pepsi-Cola, Virgin Cola och RC Cola, även om den sistnämnda är mycket större i USA än i Sverige. Det tyska cola-märket Afri-Cola hade fram till 1999 en ovanligt hög koffeinhalt (250 mg/l). Efter nylanseringen sänktes talet till 150 mg/l och slapp således märka sina flaskor med koffeinhalten. En andra nylansering ägde rum i april 2006 och koffeinhalten var tillbaka på 250 mg/l. Ett annat märke med hög koffeinhalt är Jolt Cola med sina 230 mg/l.

### Urval av märken
Det här är en lista över coladrycker från olika tillverkare. Det finns en stor mängd tillverkare av coladrycker, varav de mest kända kanske är Coca-Cola och Pepsi-Cola. Den här listan innehåller endast ett urval. Bolaget som anges är rättighetsinnehavaren, även om många andra tillverkare kan ha licens på tillverkningen. Land som anges är dryckens ursprungsland, även om den kan finnas på andra marknader också.
- Afri-Cola, Überkingen-Teinach, Tyskland
- Breizh Cola, Frankrike
- Club-Cola, Tyskland (f.d. Östtyskland)
- Coca-Cola, The Coca-Cola Company, USA
- Cola Turka, Ülker, Turkiet
- Cuba Cola, Saturnus AB, Sverige
- Freeway Cola
- Fritz-kola
- Ifri Cola, Algeriet.
- Inca Kola, Peru
- Jolly Cola, Dansk Cola Drik, Danmark
- Jolt Cola, Jolt Co Inc., USA
- Kitty Kola, Storbritannien
- Mecca-Cola
- OpenCola, Openkola, Kanada
- Pepsi-Cola, PepsiCo, USA
- Qibla cola
- Red Bull Simply Cola
- RC Cola, Royal Crown/Dr Pepper, USA
- Sugar Cane Cola, Boylan, USA
- tuKola, Kuba
- Ubuntu Cola
- Virgin Cola, Virgin/Cott, Storbritannien/Kanada
- Vita Cola, Thüringer Waldquell, Tyskland (f.d. Östtyskland)
- XL Cola, Falcon/Carlsberg, Sverige
- Zam Zam Cola, Iran

## Etymologi
- Wiktionary har ett uppslag om cola.

Ordet cola tros komma från märket Coca-Cola, när de märkte att deras produkter började bli alltmer populära. Coca-Cola är i dag ensamma om att få bära namnet "Coke" (vanligt slang i engelsktalande länder) och hänvisar i stället andra märken till termen "cola-dryck" för liknande läskedrycker. Av varumärkets namn Coca-Cola härstammar "cola" från kolanöten, som till en början var källan till koffeininnehållet och "coca" från kokabladen.